# Wojciech Misiński
Wojciech Misiński – polski ekonomista, doktor habilitowany nauk ekonomicznych, wykładowca Uniwersytetu Ekonomicznego we Wrocławiu.

## Życiorys
W 1986 ukończył studia w zakresie ekonomiki i organizacji przedsiębiorstwa w Akademii Ekonomicznej im. Oskara Langego we Wrocławiu, 30 czerwca 1993 obronił pracę doktorską Prawa własności a efektywność gospodarowania przedsiębiorstw państwowych, 15 października 2009 habilitował się na podstawie pracy zatytułowanej Modelowanie systemu powszechnych ubezpieczeń zdrowotnych w Polsce.
Jest zatrudniony na stanowisku profesora nadzwyczajnego w Katedrze Ekonomiki i Organizacji Przedsiębiorstwa na  Wydziale Zarządzania Uniwersytetu Ekonomicznego we Wrocławiu.